# Eutelia
Eutelia is een geslacht van vlinders van de familie Euteliidae, uit de onderfamilie Euteliinae.

## Soorten
- E. ablatrix Guenée, 1852
- E. abscondens Walker, 1858
- E. adoratrix (Staudinger, 1892)
- E. adoxodes Bethune-Baker, 1911
- E. adulatricoides Mell, 1943
- E. adulatrix (Hübner, 1813)
- E. affinis Hampson, 1918
- E. albidisca Hampson, 1905
- E. albiluna Hampson, 1905
- E. albisecta Dognin, 1911
- E. albocristata Breyer, 1931
- E. amatrix Walker, 1858
- E. angulifera Walker, 1863
- E. apithana Dyar, 1914
- E. approximata Walker, [1863, 1864
- E. auratrix Walker, 1858
- E. blandiatrix (Guenée, 1852)
- E. bourquini Köhler, 1968
- E. bouveti Viette, 1984
- E. bowkeri (Felder & Rogenhofer, 1874)
- E. caesia Roepke, 1938
- E. callichroma (Distant, 1901)
- E. cana Hampson, 1912
- E. catephioides (Guenée, 1852)
- E. caustiplaga Hampson, 1905
- E. cautabasis Hampson, 1905
- E. cistellatrix Wallengren, 1860
- E. clarirena Sugi, 1982
- E. costibrunnea Warren, 1914
- E. chalybsa Hampson, 1891
- E. chlorobasis Hampson, 1905
- E. chromatica Schaus, 1921
- E. chrysotermina Hampson, 1905
- E. diapera Hampson, 1902
- E. diehli Kobes, 1982
- E. dimidiata Walker, 1863
- E. diplographa Hampson, 1905
- E. discitriga Walker, 1865
- E. dissimilis Warren, 1914
- E. distorta Hampson, 1912
- E. endoleuca (Hampson, 1918)
- E. favillatrix (Guenée, 1852)
- E. ferridorsata Hampson, 1905
- E. flaviluna Hampson, 1905
- E. fulvigrisea Warren, 1914
- E. fulvipicta Hampson, 1894
- E. furcata Walker, 1865
- E. gabriela Hampson, 1912
- E. galleyi Viette, 1984
- E. geraea Hampson, 1905
- E. geyeri (Felder & Rogenhofer, 1874)
- E. gilvicolor Mabille, 1900
- E. glauca Prout, 1928
- E. glaucocycla Hampson, 1912
- E. grabczewskii Püngeler, 1904
- E. grisescens Hampson, 1916
- E. griveaudi Viette, 1979
- E. guerouti Laporte, 1970
- E. hamilatrix Draudt, 1950
- E. hayesi Laporte, 1970
- E. histrio (Saalmüller, 1880)
- E. holocausta Hampson, 1905
- E. hollowayi Kobes, 1983
- E. hupopalia Rothschild, 1920
- E. indisticta Gaede, 1937
- E. instructa Walker, 1863

- E. jaguaria Jones, 1914
- E. josephinae Holloway, 1976
- E. leighi Hampson, 1905
- E. leucodelta Hampson, 1905
- E. malanga Bethune-Baker, 1911
- E. maryna Schaus, 1934
- E. megacycla Berio, 1957
- E. melanephra Hampson, 1912
- E. melanopis Hampson, 1905
- E. menalcas (Holland, 1894)
- E. mesogona Hampson, 1905
- E. metasarca Hampson, 1905
- E. mima Prout, 1925
- E. morosa (Holland, 1894)
- E. musicalis Berio, 1966
- E. nigricans Holland, 1920
- E. nigridentula Hampson, 1905
- E. nubilosa Warren, 1914
- E. obliquata Walker, 1863
- E. ocellaria Berio, 1966
- E. ocularis (Saalmüller, 1891)
- E. ochricostata Hampson, 1905
- E. olivaceiplaga Bethune-Baker, 1906
- E. oxylophoides Draeseke, 1931
- E. pictatrix Hampson, 1902
- E. plusioides Walker, 1862
- E. poecilatrix Draudt, 1939
- E. poliochroa Hampson, 1912
- E. polychorda Hampson, 1902
- E. pompejana Draudt, 1939
- E. porphyrina Warren, 1914
- E. porphyriota (Hampson, 1912)
- E. pratti (Kenrick, 1917)
- E. procera (Saalmüller, 1891)
- E. promiscua Saalmüller, 1891
- E. pulcherrimus Grote, 1865
- E. purpureonigra Bethune-Baker, 1906
- E. pyrastis Hampson, 1905
- E. pyrospila Mabille, 1893
- E. quadriliturata Walker, 1869
- E. regalis Prout, 1921
- E. resoluta Walker, 1865
- E. rivata Hampson, 1902
- E. rufula Holland, 1894
- E. silvetissima Kobes, 1983
- E. sinuosa Moore, 1881
- E. snelleni Saalmüller, 1881
- E. solida Walker, 1865
- E. solitaria (Holland, 1894)
- E. sommereri Kobes, 1982
- E. speciosa de Joannis, 1913
- E. strigula Holland, 1894
- E. subrubens (Mabille, 1890)
- E. subviolescens (Viette, 1958)
- E. suffundens Walker, 1863
- E. symphonica Hampson, 1902
- E. transversata Berio, 1966
- E. triangulatrix Wileman & West, 1928
- E. tripartita Semper, 1900
- E. vadoni Viette, 1958
- E. verini Viette, 1984
- E. violescens (Hampson, 1912)
- E. viridacea Berio, 1966
- E. vittalba Semper, 1900
- E. vulgaris Mabille, 1900